# MSV en AV Flakkee
MSV en AV Flakkee (of kortweg Flakkee) is een voetbal- en atletiekclub uit Middelharnis en Sommelsdijk, opgericht op 20 april 1920. De thuiswedstrijden worden op Sportpark Van Pallandtpolder in Middelharnis gespeeld. De clubkleuren zijn geel en blauw.
Het standaardelftal komt uit in de Vijfde klasse zaterdag (2023/24) zaterdag van het district West II (2020/21).

## Geschiedenis
De club werd opgericht als MVV (Middelharnisse Voetbal Vereniging). In 1922 werd de S van Sommelsdijkse toegevoegd aan de naam (MSVV). In 1926 werd op last van de bond (er bestond al een MSVV) de naam opnieuw gewijzigd: MSVV Flakkee. Uitwedstrijden waren in die tijd een hele opgave. Men was soms meer dan twaalf uur van huis voor het spelen van een wedstrijd en dat na een 48-urige werkweek.
Na het seizoen 1933/34 promoveerde Flakkee naar de KNVB. Men moest nu gaan uitzien naar een nieuw terrein daar de oude niet aan de eisen van de KNVB voldeed. Na veel gevoerde besprekingen kreeg men de beschikking over een nieuw speelveld. De waskuip en twaalf zinken teiltjes verhuisden mee en voorts verrezen aldaar twee kleedlokalen en een overdekte tribune die aan 155 toeschouwers plaats kon bieden. Verder werd het terrein nog afgezet met een houten schutting om onbetaalde meekijk tegen te gaan. Men had nu de beschikking over een echt "Flakkee-stadion", waar zo nu en dan zelfs internationale wedstrijden werden gespeeld.
De club kreeg haar huidige naam vlak na de oorlog. De competitie van '45/'46 had gelijk een kampioenschap in zich. Dit kon gelijk gevierd worden met het 25-jarig jubileum van de club. In het seizoen 50/51 kreeg Flakkee het voorelkaar te promoveren naar de 3e klasse van de KNVB. Het toeschouweraantal was fenominaal, bij sommige thuiswedstrijden was er een duizendkoppige menigte waar te nemen.
In 1952 promoveerde Flakkee naar de derde klasse van de KNVB. Dat was erg hoog in die tijd. Men moet weten dat er destijds geen eredivisie, eerste divisie en topklasse was. In de eerste klasse speelden ploegen als Feijenoord, Sparta. Ajax enz. Men mag dus wel stellen dat Flakkee destijds op een niveau speelde wat nu vergelijkbaar is met de topklasse. Bekende spelers uit die tijd zijn: Maart Koese, Joep Prins, Piet Kievit, Willem Taale, Bram Vroegindeweij, Bep Overweel en Arie Jongejan. Op dat moment was Flakkee de beste club van het eiland. Die status heeft ze kunnen handhaven tot ongeveer 1972/73, toen werden zij voorbijgestreefd door DBGC uit Oude Tonge.
In de seizoenen 1956/57 en 1958/59 deed Flakkee mee aan het KNVB bekertoernooi. Flakkee werd in de eerste ronde uitgeschakeld door respectievelijk Hermes DVS (1-4) en Xerxes (0-1). Begin jaren 60 verkocht Flakkee voor het eerst een speler aan het betaalde voetbal. Kees van Dongen werd voor ƒ 3000,= getransformeerd naar DOS, waaruit later FC Utrecht is voortgekomen. Bij DOS werd Kees van Dongen reservedoelman en hij speelde uiteindelijk één eredivisiewedstrijd.
In november 1973 werd het nieuwe derde speelveld en het trainingsveld in gebruik genomen. Rondom het trainingsveld werd tevens verlichting aangelegd. Eindelijk had Flakkee haar zin. Bijna het gehele verenigingsleven speelde zich af op één complex. Alleen de jongste junioren trainden, vanwege de afstand, nog op Concordia.
Nadat op 1 juni 1974 de eerste steen was gelegd, kon op 22 maart 1975 de nieuwe tribune officieel worden geopend.
Op 26 januari 2001 werd met een meerderheid van stemmen beslist dat er met de senioren nog alleen op zondag gevoetbald gaat worden. De zaterdagafdeling werd opgeheven.

## Competitieresultaten 1985–2018 (zaterdag)
| 3 1A |

|  |

|  |

|  |

|  |

|  |

|  |

|  |

|  |

|  |

|  |

|  |

| 9 5E |

| 1 5E |

| 2 4C |

| 5 4C |

| 7 4C |

|  |

|  |

|  |

|  |

|  |

|  |

|  |

|  |

|  |

|  |

|  |

|  |

| 6 4F |

| 5 4G |

| 3 4G |

| 12 4G |

| 9 4H |

| - 4H |

| Vierde klasse | Vijfde klasse | Eerste klasse RVB |

## Competitieresultaten 1934–2013 (zondag)
| 5 4E |

| 4 4E |

| 5 4F |

| 4 4E |

| 3 4F |

| 2 4G |

| 2 |

| 7 4G |

|  |

|  |

|  |

|  |

| 1 4G |

| 6 4J |

| 3 4H |

| 6 4J |

| 1 4H |

| 1 4H |

| 11 3C |

|  |

| 12 3C |

| 7 4G |

| 10 4F |

| 1 4H |

| 3 3C |

| 2 3C |

| 5 3C |

| 2 3D |

| 3 3D |

| 8 3D |

| 5 3D |

| 7 3C |

| 8 3D |

| 2 3D |

| 6 3D |

| 5 3D |

| 8 3D |

| 10 3D |

| 2 3D |

| 10 3D |

| 12 3C |

| 6 3B |

| 9 3C |

| 12 3C |

| 9 4G |

| 12 4F |

|  |

|  |

|  |

| 8 4F |

| 9 4F |

| 4 4F |

| 11 4F |

| 5 4F |

| 4 4F |

| 7 4F |

| 13 4F |

|  |

| 8 4F |

| 9 4F |

| 12 4F |

|  |

|  |

| 6 4H |

| 8 4G |

| 6 4E |

| 5 4F |

| 2 4F |

| 5 4G |

| 4 4H |

| 4 4H |

| 1 4G |

| 5 3D |

| 7 3D |

| 6 3D |

| 10 3D |

| 3 4H |

| 2 4G |

| 1 4F |

| 10 3D |

| Derde klasse | Vierde klasse | Noodcompetitie |

In elke staaf van de grafiek staat van boven naar beneden vermeld: 
- Eindnotering

Dit is de positie die de club heeft bereikt in de competitie, zonder eventuele beslissings-, play-off- of nacompetitiewedstrijden die nodig zijn geweest om bijvoorbeeld de kampioen van de competitie te bepalen.
Indien een * achter het getal staat is de notering een tussenstand en kan het zijn dat de notering niet overeenkomt met de uiteindelijke eindstand van de competitie.
Staat er een - dan is het seizoen nog bezig en is er geen definitieve uitslag bekend.
Staat er xx op de positie van de notering, dan heeft de club vroegtijdig de competitie verlaten. Dit kan onder andere komen door terugtrekking van het team, faillissement van de club of door een uitgedeelde straf van de KNVB. In veel gevallen staat elders in het artikel de reden vermeld.
Staat er een ? dan is het resultaat uit het verleden onbekend, en is alleen de competitie of het niveau bekend van dat seizoen.
In de seizoenen 2019/20 en 2020/21 werd wegens de coronacrisis het amateurvoetbal afgebroken. Daardoor kennen deze staven geen eindklassering (middels -- weergegeven).
- Competitieniveau en afdelingsletter of Officiële eindstand Eredivisie
  - Competitieniveau en afdelingsletter

Hierbij geeft het getal het niveau weer, dat ook terug te vinden is in de legenda. De letter is de afdelingsaanduiding en wordt gebruikt wanneer er meer afdelingen zijn op hetzelfde niveau. De afdelingsletter is altijd een hoofdletter en wordt meestal zonder nummer gebruikt.
Voorbeeld: 2F is niveau 2e klasse competitie F.
Het competitieniveau en nummer wordt niet vermeld wanneer er slechts één competitie van dit niveau was.
  - Officiële eindstand Eredivisie (getal staat tussen haakjes vermeld)

Sinds de introductie van play-offwedstrijden voor Europees voetbal na afloop van de reguliere competitie in 2005/06, is de KNVB verplicht een eindstand van de Eredivisie door te geven aan de UEFA aan de hand van deze play-offwedstrijden.
Bij deze eindstand staan clubs die zich hebben gekwalificeerd voor Europees voetbal hoger dan clubs die zich niet wisten te kwalificeren. Indien er geen verschil was tussen de eindnotering en de officiële eindstand, staat dit getal niet vermeld.

- Onderafdeling

Hier staat afgekort de naam van de onderafdeling indien de club in dat jaar in een onderafdeling uitkwam. Tevens staat deze afkorting in de legenda en wordt gelinkt naar het artikel over deze onderafdeling. Deze afkorting wordt alleen vermeld wanneer de club in het verleden in verschillende onderafdelingen heeft gespeeld. Deze vermelding is in de staaf altijd in kleine letters. Deze onderafdelingen zijn na het seizoen 1995/96 afgeschaft. Heeft de club in slechts één onderafdeling gespeeld, dan is dit alleen terug te vinden in de legenda.
Onder de staaf staat het jaartal vermeld waarin het seizoen is afgesloten. 15 verwijst naar het seizoen 2014/15 of eventueel het seizoen 1914/15.
Wanneer een staaf leeg is, zijn deze gegevens niet bekend. Het kan ook zijn dat de club dat seizoen niet heeft meegespeeld op het hogere amateurniveau, vroegtijdig de competitie heeft verlaten of uit de competitie is gezet.

In het seizoen 1944/45 was er wegens de Tweede Wereldoorlog geen regulier competitievoetbal.

## Bekende (oud-)trainers
- Jan Bens